# Aérodrome de Kita
L'aéroport de Kita est un aéroport desservant Kita, une ville et une commune du Cercle de Kayes, dans la région de Kayes au Mali.
L'aéroport est à une altitude de 1 122 pieds (342 m). Il a une piste de 800 mètres de long.